# Култура Кондоруаси
Културата Кондоруаси (на испански: Cultura Condorhuasi) е археологическа култура, съществувала в периода около 400 г. пр. Хр. — 700 г.сл. Хр. в долината на река Уалфин (Hualfín) в аржентинската провинция Катамарка. Оказва силно влияние на съседната култура Аламито.
Макар названието Кондоруаси да има същия произход, както и перуанския археологически паметник Кунтур Уаси (на кечуа: Kuntur Wasi: „Дом на кондора“), те не следва да се бъркат, тъй като се отнасят до съвършено различни култури.

## Характеристика
Керамиката на културата Кондоруаси има определено сходство с керамиката на културите Канделария в Аржентина и Ел Моле в Чили. Предположението, че Кондоруаси е била скотовъдна култура, се потвърждава от произхода и от културите от високите планини в Южна Боливия.
В развитиeто на керамиката могат да се разграничат 3 периода:
- период Дябло (200 г. пр. Хр. – 200 г. сл. Хр.): керамиката е най-вече в червеникави, жълтеникави или черни цветове, със заоблено дъно и без дръжки. Съдовете са кълбовидни, с цилиндрични гърла, покрити с вертикални вълнообразни линии. През този период се развива и керамиката Вакериас, с характерни полуцилиндрични кани с една дръжка и съдове с форма на фигури или човешки глави, украсени с геометрични мотиви.
- период Баранкас (200 – 350 г.г. сл. Хр.): характерни са антропоморфни, зооморфни и зоо-антропоморфни съдове, често покрити с геометрични рисунки с бял цвят.
- период Алумбрера (350 – 500 г.г. сл. Хр.): развива се в зоната на Аламито. Характерни са лепени вази, украсени с няколко цвята върху червена основа и големи яйцевидни съдове.

## Икономика и социална структура
Основа на икономиката на Кондоруаси скотовъдството — отглеждат се лами, докато земеделието е ограничено. Представителите на тази култура са живели в малки поселища начело с вождове. Жилищата им били кръгли, с каменни стени.